# 自由之丘
自由之丘（日语：／ Jiyūgaoka */?）是日本東京都目黑區的一個地區，行政規劃上包含自由之丘一丁目到三丁目。習慣上將以自由之丘車站為中心的住宅商業區都統稱為自由之丘，儘管這一區域實際上也包含了一部分世田谷區的奧澤地區。
2014年（平成26年）3月為止的人口為7,353人。郵遞區號152-0035。

## 概要
自由之丘是東京有名的住宅區，尤其以北部區域的西洋風格的房屋最為顯目，但是在住宅區中也散布著很多餐館商店等商業設施。該地區正如地名中所透露的，有很多小山丘，尤其以二丁目和三丁目最多。只有自由之丘車站附近，才是一片比較平緩的土地。
早在1932年之前，原本是沒有「自由之丘」這個地名的。當時該地區屬于東京府荏原郡衾村。1927年，日本教育家手塚岸衛在該地區創辦了自由之丘學園，旨在傳播自由主義理念。1932年，隨著東京都版圖的擴張，目黑區建立，該地區也隨著這個機會改名為「自由之丘」。
自由之丘原本保留了很多竹林，但是在20世紀70年代，隨著東急集團對東急東橫線的開發，砍伐了大量竹林，現在這些竹林的痕跡只能在自由之丘的熊野神社中才能找到了。
由于自由之丘素來以住宅區著稱，加上周圍景色優美，交通便利，商業設施齊全，所以在東京地區的一些雜誌的民意調查中，自由之丘被列為最想居住的地方之一。

## 地理
位於目黑區南部。地域內有東急東橫線與大井町線的交會站自由丘站。此外，地域中央有自由通，在北方與目黑通交會。
以自由之丘站為中心，此地聚集了服飾店、雜貨店、餐廳、洋菓子店、美容院等上千間店家。作為高雅的街區，在雜誌等關於「最想居住的街」調查問卷中一直名列前茅，是城南地區最具代表性的住宅區。北部區域的西洋風格房屋林立。車站周邊在戰前是一片沼澤，後進行填陸工程後才形成現在的土地。本地之所以稱為「丘」，是因為相較之下周邊地區較低的緣故。
二、三丁目多小丘，是因為自由之丘南邊有九品佛川，雨水沖刷土地流入河中所形成的地形。自由之丘站正面的圓環有座女神像「青空」（あおぞら）。每年十月本地會舉行「自由之丘女神祭」。近年，自由之丘站周邊開始出現交通堵塞的情形。自由通、學園通、鈴蘭通等主要道路狹窄、路邊停車、東横線與大井町線平交道造成交通瓶頸等交通問題一一浮現。曾有規劃拓寬車站周邊道路，但遭到地方商店街強烈反對。
一丁目有自由之丘站、瑞穗銀行自由之丘支店、三菱東京UFJ銀行自由之丘支店、城南信用金庫自由之丘支店、自由之丘百貨、自由之丘東急Plaza、自由之丘東急，二丁目有三井住友銀行自由之丘支店、橫濱銀行自由之丘支店、さわやか信用金庫自由之丘支店。
自由之丘東臨綠丘、西接世田谷區等等力、南鄰世田谷區奧澤、北連八雲、中根。

### 廣域地名
以東急東横線與東急大井町線交會站自由之丘站為中心，包含目黑區自由之丘與世田谷區奧澤的廣大住商混合區域，一般大多稱為自由之丘地區。

### 河川
- 九品佛川（日语：九品仏川）

## 歷史
目黑區成立前，此地屬荏原郡碑衾町大字衾字谷畑（やばた），是東京近郊的農村。1927年（昭和2年）8月28日東京橫濱電鐵（現:東京急行電鐵）東横線開通，設立九品佛前站。同年自由之丘學園（自由ヶ丘）開校。
1929年（昭和4年），目黑蒲田電鐵（現:東京急行電鐵）二子玉川線（大井町線）開通，在九品佛門前設站，稱為九品佛站。九品佛前站改稱「自由之丘站」（自由ヶ丘）。
因自由之丘學園與自由之丘站，「自由之丘」逐漸成為當地地名。1932年（昭和7年）10月1日目黑區成立時，成立東京市目黑區自由之丘（自由ヶ丘）。1965年（昭和40年）實施住居表示，將地名從「自由ヶ丘」改成「自由が丘」。1966年（昭和41年），站名也改為「自由が丘」。
自由之丘在東急東橫線開通前有片竹林。鐵路開通後本地急速發展，文化人與藝人居住的高級住宅陸續興建。1933年創業的「蒙布朗」（モンブラン）吸引許多文化人前來，此地成為知名的高級街區。站前原來是只有20間店鋪左右的商店街，第二次世界大戰後設置站前廣場，1956年（昭和31年）已有537間商店，1963年自由之丘商店街振興組合成立。1970年左右，街區樣貌已大致完成，住宅區種植許多樹木，熊野神社也留有一部分竹林。1974年，九品佛川暗渠化，打造九品佛川綠道。2000年起開始展現不同樣貌，除了過去的高級路線，也可感受到親切的平民風格。

### 町名的由來
因地域内的自由之丘學園，以及隨之改稱的自由之丘站而得名。大正、昭和初期活躍的舞蹈家石井漠在此地開設舞蹈研究所，是「自由之丘」最早的起源。

## 人口
2014年1月現在
- 1丁目　2,548人
- 2丁目　2,665人
- 3丁目　2,140人

　合計　　　7,353人

## 交通

### 道路
- 自由通（日语：東京都道426号上馬奥沢線）
- 目黑通
- Marie claire通（日语：マリ・クレール通り）
- 綠小通
- 學園通
- 鈴懸通（すずかけ通り）
- 白樺通（しらかば通り）
- 楓通（メイプル通り）
- 嘉德麗雅通（カトレア通り）
- 女神通

### 鐵路
- 東急東橫線
- 東急大井町線

### 巴士
- 東急長途巴士（日语：東急コーチ）自由之丘
- 東急巴士自由之丘站入口

自由之丘有兩條巴士線路運營。運營時間為每日的中午12:00到晚上9:00。另外，在自由之丘，還有免費巴士可供乘坐。
- 八雲線(八雲ルート)
- 駒沢公園線(駒沢公園ルート)

此外還有社區巴士「感謝自然巴士」（サンクスネイチャーバス），是使用天婦羅炸油為燃料的巴士

## 以自由之丘為舞台的作品
- 自由之丘夫人（1961年、武田繁太郎（日语：武田繁太郎））
- 窗邊的小荳荳（1981年，黑柳徹子）
- お坊っチャマにはわかるまい!（日语：お坊っチャマにはわかるまい!）（1986年，TBS電視台）
- 數碼寶貝04無限地帶（2002年，富士電視台）
- 電影櫻桃派（日语：チェリーパイ (映画)）（チェリーパイ）（2006年）

## 每年的重要活動
與日本的其他地方一樣，自由之丘每年到一定時間也會由官方或者民間舉辦一些活動(日本稱之為"お祭り")，主要包括以下活動。
| 時間              | 中文名           | 當地名             | 備註 |
| ----------------- | ---------------- | ------------------ | ---- |
| 1月1日            | 元旦祭           | 元旦祭             |      |
| 4月第一個星期六日 | 櫻花祭           | 自由が丘さくら祭り |      |
| 8月上旬           | 盂蘭盆節舞蹈大會 | 自由が丘盆踊り     |      |
| 9月第一個星期日   | 熊野神社定例大祭 | 熊野神社例大祭     |      |
| 10月中旬之六日    | 女神祭           | 自由が丘女神まつり |      |
| 12月25日          | 圣誕祭           | クリスマスイベント |      |

## 設施
- 東急東橫線、大井町線自由之丘站
- 自由之丘公園
- 自由之丘百貨
- 自由之丘東急Plaza
  - 三菱東京UFJ銀行自由之丘支店
- 自由之丘東急
- 瑞穗銀行自由之丘支店
- 三井住友銀行自由之丘支店
- 橫濱銀行自由之丘支店
- 清爽信用金庫（日语：さわやか信用金庫）自由之丘支店
- 城南信用金庫（日语：城南信用金庫）自由之丘支店
- 熊野神社（日语：熊野神社 (目黒区)）
- Luz自由之丘

## 備註
1. 1 2  東京都總務局統計部人口統計課. . 東京都總務局統計部人口統計課. 2014年3月  [2016-01-12]. （原始内容存档于2020-01-17）.
2. ↑   (PDF). 目黒区.   [2013-04-19]. （原始内容 (PDF)存档于2012-03-06）.
3. ↑  . テンポ. 2008: 76. ページ内3段目「地元の中高年層が通える店が求められている」の段。
4. 1 2  角川日本地名大辞典 13 東京都（角川書店）
5. ↑  鳥居 et al. 2011，第203頁
6. ↑  鳥居 et al. 2011，第204頁
7. ↑  . #サンクスネイチャーバス.   [2013-04-19]. （原始内容存档于2013-12-08）.
8. ↑  . 有限会社染谷商店（VDFの開発元）.   [2013-04-19]. （原始内容存档于2021-05-02）.

## 外部連結
- 自由之丘官方導覽オフィシャルガイド （页面存档备份，存于）
- 黃國華耕讀筆記-自由之丘 （页面存档备份，存于）